# Copa Aerosur 2010
La Copa Aerosur 2010 es la ocatava edición del torneo de verano de fútbol patrocinado por Aerosur. Participan seis equipos de las ciudades troncales de Bolivia: Bolívar y The Strongest de La Paz, Aurora y Wilstermann de Cochabamba, Blooming y Oriente Petrolero de Santa Cruz. El torneo comenzó el 18 de enero de 2010 y culminó el 3 de febrero del mismo año.
El campeón de la copa tendrá pasajes gratis en Aerosur para viajar a disputar sus partidos durante la temporada 2010 de la Liga de Fútbol Profesional Boliviano, mientras que el subcampeón tendrá un descuento de 75%. El resto de los participantes podrá acceder al 50% de descuento en los pasajes si aceptan llevar el logo de la aerolínea en su uniforme.
Además el campeón del torneo disputaría la copa aerosur internacional contra River Plate pero debido a que Bolívar se coronó campeón y este tenía que participar en la copa Copa Libertadores de América quien jugó contra el equipo uruguayo fue Wilstermann.

## Equipos participantes
| Equipo            | Departamento |
| ----------------- | ------------ |
| Bolívar           | La Paz       |
| The Strongest     | La Paz       |
| Aurora            | Cochabamba   |
| Wilstermann       | Cochabamba   |
| Blooming          | Santa Cruz   |
| Oriente Petrolero | Santa Cruz   |

## Primera Fase
En esta fase los clásicos rivales de cada ciudad juegan dos partidos (ida y vuelta) entre sí y clasifican a las semifinales los tres ganadores y el mejor perdedor. En caso de empate en puntos no se toma en cuenta la diferencia de gol, sino que se define por penales al vencedor de la llave.
| 19 de enero de 2010 | The Strongest     | 1:2' | Bolívar                                     | Estadio Hernando Siles, La Paz asistencia = 37.000 |                                         |
|                     | Herman Soliz8' ST |      | 5'PT William Ferreira 29 STCharles Da Silva | Árbitro(s): René Marclo Ortubé(Bolivia)            | Árbitro(s): René Marclo Ortubé(Bolivia) |

| 24 de enero de 2010 | Bolívar                                       | 1:1' | The Strongest     | Estadio Hernando Siles, La Paz asistencia = 37.000 |                                      |
|                     | William Ferreira 5' PT 11 ST Charles da Silva |      | 8' ST Darwin Peña | Árbitro(s): Óscar Maldonado(Bolivia)               | Árbitro(s): Óscar Maldonado(Bolivia) |

| 20 de enero de 2010 | Wilstermann          | 1:0' | Aurora | Estadio Félix Capriles, Cochabamba                             |                                                                |
|                     | Edgar Olivares 4' ST |      |        | Asistencia: 25.000 aprox. espectadores Árbitro(s): Raúl Orozco | Asistencia: 25.000 aprox. espectadores Árbitro(s): Raúl Orozco |

| 24 de enero de 2010 | Aurora                | 1:3' | Wilstermann                                       | Estadio Félix Capriles, Cochabamba asistencia = 25.000 |                                        |
|                     | Iván Huayhuata 39 ST. |      | 25 PT. Miguel Ortiz 11 ST 16 ST Fernando Sanjurjo | Árbitro(s): Joaquín Antequera(Bolivia)                 | Árbitro(s): Joaquín Antequera(Bolivia) |

| 21 de enero de 2010 | Blooming                                                                | 3:1' | Oriente Petrolero      | Estadio Ramón Tahuichi Aguilera, Santa Cruz                          |                                                                      |
|                     | Juan Carlos Sánchez 27' PT Hernán Sillero 31' PT José Luis Chávez 4' ST |      | Marcelo Aguirre 17' ST | Asistencia: 32.000 aprox. espectadores Árbitro(s): Joaquín Antequera | Asistencia: 32.000 aprox. espectadores Árbitro(s): Joaquín Antequera |

| 24 de enero de 2010 | Oriente Petrolero       | 1:1' | Blooming                | Estadio Ramón Tahuichi Aguilera, Santa Cruz                       |                                                                   |
|                     | José Luis Chávez 23' PT |      | 30' PT Juan Carlos Arce | Asistencia: 35.000 aprox. espectadores Árbitro(s): Marcelo Ortubé | Asistencia: 35.000 aprox. espectadores Árbitro(s): Marcelo Ortubé |

| #  | Equipo            | Pts | Gf | Gc | Dif |
| 1º | Wilstermann       | 6   | 4  | 1  | +3  |
| 2º | Blooming          | 4   | 4  | 2  | +2  |
| 3º | Bolívar           | 4   | 3  | 2  | +1  |
| 4º | The Strongest     | 1   | 2  | 3  | -1  |
| 5º | Oriente Petrolero | 1   | 2  | 4  | -2  |
| 6º | Aurora            | 0   | 1  | 4  | -3  |

Avanza The Strongest como mejor perdedor.

## Semifinales
| 27 de enero de 2010 | The Strongest       | 1:1' | Wilstermann           | Estadio Hernando Siles, La Paz                          |                                                         |
|                     | Martín Menacho 2 ST |      | 41 PT Amílkar Sánchez | Asistencia: 30.000 espectadores Árbitro(s): José Jordán | Asistencia: 30.000 espectadores Árbitro(s): José Jordán |

| 1 de febrero de 2010 | Wilstermann            | 2:0' | The Strongest | Estadio Félix Capriles, Cochabamba                     |                                                        |
|                      | Iván Huayhuata 29 ST.. |      |               | Asistencia: 33.000 espectadores Árbitro(s): Edson Ríos | Asistencia: 33.000 espectadores Árbitro(s): Edson Ríos |

| 28 de enero de 2010 | Club Bolívar                 | 2:1' | Blooming            | Estadio Hernando Siles, La Paz                          |                                                         |
|                     | William Ferreira 34 PT 45 PT |      | 26 ST. Luís Sillero | Asistencia: 30.000 espectadores Árbitro(s): Marco Villa | Asistencia: 30.000 espectadores Árbitro(s): Marco Villa |

| 1 de febrero de 2010 | Blooming | 0:0' | Club Bolívar | Estadio Ramón Tahuichi Aguilera, Santa Cruz de la Sierra      |  |
|                      |          |      |              | Asistencia: 31.000 espectadores Árbitro(s): Robert Villarroel |  |

## Finales
| 3 de febrero de 2010 | Bolívar                   | 1:1' | Wilstermann             | Estadio Hernando Siles, La Paz                            |                                                           |
|                      | Ignacio Ithurralde 46 ST. |      | 24 ST. Nicolás Raimondi | Asistencia: 28.000 espectadores Árbitro(s): Óscar Saucedo | Asistencia: 28.000 espectadores Árbitro(s): Óscar Saucedo |

| 7 de febrero de 2010 | Wilstermann            | 1:1' | Bolívar                | Estadio Félix Capriles, Cochabamba                         |                                                            |
|                      | Nicolas Raimondi 9 PT. |      | 16ST. William Ferreira | Asistencia: 35.000 espectadores Árbitro(s): Marcelo Ortubé | Asistencia: 35.000 espectadores Árbitro(s): Marcelo Ortubé |

| Definición por penales |                  |     |                  |           |
| Sanjurjo               | Acierto de penal | 1:1 | Acierto de penal | Ferreira  |
| Raimondi               | Acierto de penal | 2:2 | Acierto de penal | Iturralde |
| Castedo                | Fallo de penal   | 2:3 | Acierto de penal | Rivero    |
| Barrera                | Acierto de penal | 3:4 | Acierto de penal | Arias     |
| Salaberry              | Fallo de penal   | 3:4 | Fallo de penal   | Da Rosa   |

| Campeón 2008 Club Bolívar Segundo Título |